# Foggia Calcio 2015-2016
Questa voce raccoglie le informazioni riguardanti il Foggia Calcio nelle competizioni ufficiali della stagione 2015-2016.

## Stagione
Nella stagione 2015-2016 il Foggia ha disputato il quarantesimo campionato di terza serie della sua storia. Viene confermato l'allenatore Roberto De Zerbi con i nuovi proprietari dei rossoneri, i fratelli Sannella, che costruiscono una squadra per conquistare la Serie B. Il precampionato è esaltate con l'acquisto del vecchio marchio "I Satanelli"  e la campagna acquisti con l'ingaggio di molti giocatori di esperienza e qualità. L'inizio di campionato non è esaltante ma nel girone di ritorno il Foggia mette in mostra le sue qualità, anche grazie al gioco di De Zerbi che riprendeva lo stile di gioco di Guardiola, vincendo la Coppa Italia di Lega Pro e sfiorando la serie B persa solo nell'ultimo atto, la Finale Play-off contro il Pisa di Gattuso. Gran protagonista della stagione del Foggia è stato il calabrese Pietro Iemmello che ha firmato 37 reti, 24 delle quali in campionato, 5 nei Play-off e 8 in Coppa Italia. Come detto sopra il 15 aprile 2016 il Foggia conquista la seconda Coppa Italia di Lega Pro superando nella doppia finale il Cittadella, il primo trofeo l'aveva conquistato nel 2006-2007.

## Divise e sponsor
Lo sponsor tecnico per la stagione 2015-2016 è Gems, mentre lo sponsor ufficiale è Tamma.
| Casa | Trasferta | Terza divisa | Quarta divisa |

## Organigramma societario
Di seguito sono riportati i membri dello staff del Foggia Calcio.
Area direttiva
- Presidente: Lucio Fares
- Vicepresidente: Luca Leccese
- Amministratore delegato: Roberto Delli Santi
- Direttore generale: Roberto Tiso
- Consiglieri: Giancarlo Ursitti, Massimo Curci

Area organizzativa
- Segretario generale: Giuseppe Severo
- Biglietteria e supporter card: Dina Romano
- Supporter Liaison Officier (SLO): Chiara Carpano Mancini (fino al 21.10.15), Germana Di Giulio

Area comunicazione
- Responsabile: Lino Zingarelli
- Addetto stampa prima squadra: Arianna Amodeo
- Addetto stampa settore giovanile: Flora Bozza
- Fotografo ufficiale: Federico Antonellis
- Responsabile rapporti tifoseria: Chiara Carpano
- Referenti area marketing: Enzo Palma, Germana Di Giulio, Antonio Rendinelli

Area tecnica
- Direttore sportivo: Giuseppe Di Bari
- Team manager: Diego Valente
- Allenatore: Roberto De Zerbi
- Allenatore in seconda: Giuseppe Brescia
- Allenatore dei portieri: Nicola Dibitonto
- Preparatori atletici: Vincenzo Teresa, Marco Marcattilii
- Magazzinieri: Luigi Boscaino, Dario Annecchino

Area sanitaria
- Responsabile staff medico sanitario: Antonio Macchiarola
- Staff medico sanitario: Giuseppe Macchiarola
- Fisioterapisti: Fabio Episcopo, Renato Bruni

## Rosa
Di seguito è riportata la rosa della Foggia Calcio.
| N. |                    | Ruolo | Calciatore                  |
| -- | ------------------ | ----- | --------------------------- |
|    | Italia (bandiera)  | P     | Antonio De Gennaro          |
|    | Italia (bandiera)  | P     | Gianluca Micale             |
|    | Italia (bandiera)  | P     | Antonio Narciso             |
|    | Italia (bandiera)  | P     | Stefano Tarolli             |
|    | Brasile (bandiera) | D     | Ângelo Mariano de Almeida   |
|    | Italia (bandiera)  | D     | Giuseppe Agostinone         |
|    | Italia (bandiera)  | D     | Angelo Bencivenga           |
|    | Italia (bandiera)  | D     | Tommaso Coletti             |
|    | Italia (bandiera)  | D     | Gaetano Corso               |
|    | Italia (bandiera)  | D     | Roberto De Giosa            |
|    | Italia (bandiera)  | D     | Gianluca Di Chiara          |
|    | Francia (bandiera) | D     | Guillaume Gigliotti         |
|    | Italia (bandiera)  | D     | Maurizio Lanzaro            |
|    | Italia (bandiera)  | D     | Giuseppe Loiacono           |
|    | Italia (bandiera)  | C     | Cristian Agnelli (Capitano) |
|    | Italia (bandiera)  | C     | Antonio D'Allocco           |

| N. |                   | Ruolo | Calciatore              |
| -- | ----------------- | ----- | ----------------------- |
|    | Italia (bandiera) | C     | Alberto Gerbo           |
|    | Italia (bandiera) | C     | Marcello Quinto         |
|    | Spagna (bandiera) | C     | Martí Riverola          |
|    | Italia (bandiera) | C     | Giuseppe Sicurella      |
|    | Italia (bandiera) | C     | Antonio Vacca           |
|    | Italia (bandiera) | A     | Emanuele Pio Adamo      |
|    | Italia (bandiera) | A     | Pietro Arcidiacono      |
|    | Italia (bandiera) | A     | Mauro Bollino           |
|    | Italia (bandiera) | A     | Cosimo Chiricò          |
|    | Italia (bandiera) | A     | Roberto Floriano        |
|    | Italia (bandiera) | A     | Pietro Iemmello         |
|    | Italia (bandiera) | A     | Alessandro Lauriola     |
|    | Italia (bandiera) | A     | Davide Lodesani         |
|    | Spagna (bandiera) | A     | Miguel Angel Sainz-Maza |
|    | Italia (bandiera) | A     | Vincenzo Sarno          |
|    | Italia (bandiera) | A     | Alessio Viola           |

## Calciomercato
Di seguito sono riportati i trasferimenti del calciomercato 2015-2016 del Foggia Calcio.

### Sessione estiva(dal 01/07 al 31/08)
| Acquisti | Acquisti                  | Acquisti           | Acquisti      |
| R.       | Nome                      | da                 | Modalità      |
| -------- | ------------------------- | ------------------ | ------------- |
| P        | Stefano Tarolli           | Piacenza           | fine prestito |
| D        | Angelo Bencivenga         | Parma              | definitivo    |
| D        | Roberto De Giosa          | Reggiana           | definitivo    |
| D        | Gianluca Di Chiara        | Catanzaro          | fine prestito |
| D        | Ângelo Mariano de Almeida | Latina             | definitivo    |
| C        | Tommaso Coletti           | Matera             | definitivo    |
| C        | Sainz-Maza                | Reggina            | definitivo    |
| C        | Gaetano Corso             | Virtus Villafranca | fine prestito |
| C        | Martí Riverola            | Bologna            | definitivo    |
| A        | Roberto Floriano          | Pisa               | definitivo    |
| A        | Pietro Iemmello           | Spezia             | prestito      |
| A        | Davide Lodesani           | Sassuolo           | definitivo    |
| A        | Alessio Viola             | Reggina            | definitivo    |

| Cessioni | Cessioni           | Cessioni        | Cessioni      |
| R.       | Nome               | a               | Modalità      |
| -------- | ------------------ | --------------- | ------------- |
| D        | Mattia Altobelli   | Pescara         | fine prestito |
| D        | Francesco D'Angelo | Taranto         | rescissione   |
| D        | Alessio Grea       |                 | svincolato    |
| C        | Nadir Minotti      | Atalanta        | fine prestito |
| A        | Pietro Iemmello    | Virtus Lanciano | definitivo    |
| A        | Savino Leonetti    |                 | svincolato    |

### Sessione invernale(dal 04/01 al 01/02)
| Acquisti | Acquisti            | Acquisti      | Acquisti      |
| R.       | Nome                | da            | Modalità      |
| -------- | ------------------- | ------------- | ------------- |
| P        | Antonio De Gennaro  | Manfredonia   | prestito      |
| D        | Luigi Dinielli      | Team Altamura | fine prestito |
| D        | Maurizio Lanzaro    | Salernitana   | definitivo    |
| C        | Antonio Vacca       |               | svincolato    |
| A        | Pietro Arcidiacono  | Juve Stabia   | definitivo    |
| A        | Cosimo Chiricò      | Prato         | definitivo    |
| A        | Alessandro Lauriola | Spezia        | definitivo    |

| Cessioni | Cessioni           | Cessioni       | Cessioni   |
| R.       | Nome               | a              | Modalità   |
| -------- | ------------------ | -------------- | ---------- |
| P        | Stefano Tarolli    | Manfredonia    | prestito   |
| D        | Luigi Dinielli     | Fondi          | prestito   |
| C        | Antonio D'Allocco  | Foligno        | svincolato |
| C        | Giuseppe Sicurella | Lumezzane      | prestito   |
| A        | Mauro Bollino      | Fidelis Andria | definitivo |
| A        | Antonio Bruno      | Manfredonia    | prestito   |

## Risultati

### Lega Pro

#### Girone di andata
| Arbitro: | Luciano (Lamezia Terme) |

|                         |           |             |
| Caccavallo 43’ Deli 78’ | Marcatori | 90+3’ Sarno |

| Arbitro: | Massimi (Termoli) |

|              |           |              |
| Iemmello 53’ | Marcatori | 83’ L. Ricci |

| Arbitro: | Di Martino (Teramo) |

|            |           |  |
| Lucioni 1’ | Marcatori |  |

| Arbitro: | Mei (Pesaro) |

|              |           |  |
| Iemmello 38’ | Marcatori |  |

| Arbitro: | Amoroso (Paola) |

|             |           |           |
| Kurtisi 82’ | Marcatori | 48’ Gerbo |

| Arbitro: | Mainardi (Bergamo) |

|                                                  |           |  |
| Sarno 35’ Gigliotti 49’ Agnelli 67’ Floriano 80’ | Marcatori |  |

| Arbitro: | Robilotta (Sala Consilina) |

|  |           |                                              |
|  | Marcatori | 19’ Agnelli 25’, 42’ Iemmello 65’ Sainz-Maza |

| Arbitro: | Marinelli (Tivoli) |

|                |           |  |
| Iemmello 90+4’ | Marcatori |  |

| Arbitro: | Perotti (Legnano) |

|                       |           |  |
| Iemmello 2’ Gerbo 67’ | Marcatori |  |

| Arbitro: | Zanonato (Vicenza) |

|             |           |           |
| Mancino 38’ | Marcatori | 23’ Sarno |

| Arbitro: | Prontera (Bologna) |

|  |           |                       |
|  | Marcatori | 42’ Croce 74’ Gambino |

| Catania 21 novembre 2015, ore 20:30 CET 12ª giornata | Catania         | 0 – 0 referto | Foggia | Stadio Angelo Massimino (10.049 spett.)\| Arbitro: \| Morreale (Roma) \| |
| Arbitro:                                             | Morreale (Roma) |               |        |                                                                          |

| Arbitro: | Guccini (Albano Laziale) |

|                                 |           |  |
| Sarno 50’ (rig.) Sainz-Maza 59’ | Marcatori |  |

| Arbitro: | Baroni (Firenze) |

|  |           |           |
|  | Marcatori | 84’ Sarno |

| Arbitro: | Piccinini (Forlì) |

|                   |           |  |
| Iemmello 30’, 40’ | Marcatori |  |

| Arbitro: | Lacagnina (Caltanissetta) |

|  |           |                        |
|  | Marcatori | 86’ Sarno 90’ Iemmello |

| Arbitro: | Paolini (Ascoli Piceno) |

|              |           |              |
| Iemmello 37’ | Marcatori | 11’ Nicastro |

#### Girone di ritorno
| Arbitro: | Piscopo (Imperia) |

|                          |           |                                     |
| Iemmello 58’ Chiricò 61’ | Marcatori | 26’ (aut.) Gigliotti 37’ Caccavallo |

| Arbitro: | Di Ruberto (Nocera Inferiore) |

|  |           |                                   |
|  | Marcatori | 30’, 85’ Sarno 47’ (rig.) Agnelli |

| Arbitro: | Marinelli (Tivoli) |

|           |           |                   |
| Sarno 53’ | Marcatori | 86’ (rig.) Mazzeo |

| Arbitro: | Vesprini (Macerata) |

|  |           |             |
|  | Marcatori | 18’ Agnelli |

| Arbitro: | Pagliardini (Arezzo) |

|                              |           |                           |
| Arcidiacono 18’ Iemmello 37’ | Marcatori | 41’ Infantino 50’ Iannini |

| Arbitro: | Baroni (Firenze) |

|                                |           |             |
| Lepore 6’ Curiale 77’ Sowe 82’ | Marcatori | 85’ Agnelli |

| Arbitro: | Capone (Palermo) |

|                                             |           |                       |
| Ângelo 6’, 67’ Chiricò 61’ Sarno 94’ (rig.) | Marcatori | 43’ (rig.) Morbidelli |

| Arbitro: | Mainardi (Bergamo) |

|                                   |           |  |
| Bollino 32’ Bisoli 73’ Cianci 78’ | Marcatori |  |

| Arbitro: | Morreale (Roma) |

|                                         |           |                              |
| Ionut 15’ L. Martinelli 53’ Fornito 93’ | Marcatori | 24’ Iemmello 91’ Arcidiacono |

| Arbitro: | Di Martino (Teramo) |

|                                 |           |                             |
| Iemmello 11’, 30’, 90+1’, 90+3’ | Marcatori | 36’ Pepe 75’ (rig.) Kanouté |

| Arbitro: | Lacagnina (Caltanissetta) |

|            |           |                                             |
| Romano 40’ | Marcatori | 11’ Floriano 38’ (aut.) Pisseri 90+4’ Vacca |

| Arbitro: | Giua (Pisa) |

|                                       |           |  |
| Floriano 14’ Iemmello 74’ Agnelli 79’ | Marcatori |  |

| Arbitro: | Amoroso (Paola) |

|              |           |                         |
| Giannone 54’ | Marcatori | 9’, 78’ (rig.) Iemmello |

| Arbitro: | Valiante (Nocera Inferiore) |

|                             |           |                    |
| Sainz-Maza 14’ Riverola 80’ | Marcatori | 30’ (rig.) Madonia |

| Arbitro: | Tardino (Milano) |

|                      |           |  |
| La Mantia 71’ (rig.) | Marcatori |  |

| Arbitro: | Giovani (Grosseto) |

|                                            |           |  |
| Iemmello 22’, 70’ Sainz-Maza 26’ Vacca 63’ | Marcatori |  |

| Arbitro: | Guccini (Albano Laziale) |

|          |           |                              |
| Diop 69’ | Marcatori | 6’, 32’ Iemmello 29’ Chiricò |

### Play-Off

#### Quarti di Finale
| Arbitro: | Di Martino (Teramo) |

|                        |           |  |
| Sarno 67’ Iemmello 82’ | Marcatori |  |

#### Semifinale di Andata
| Arbitro: | Piccinini (Forlì) |

|                                   |           |                           |
| Moscardelli 37’ Lepore 71’ (rig.) | Marcatori | 3’, 7’ Iemmello 41’ Sarno |

#### Semifinale di Ritorno
| Arbitro: | Marinelli (Tivoli) |

|                        |           |              |
| Riverola 50’ Sarno 63’ | Marcatori | 74’ Caturano |

#### Finale di Andata
| Arbitro: | Di Martino (Teramo) |

|                                            |           |                          |
| Mannini 4’, 80’ (rig.) Varela 12’ Çani 72’ | Marcatori | 23’ Chiricò 41’ Iemmello |

#### Finale di Ritorno
| Arbitro: | Piccinini (Forlì) |

|                     |           |              |
| Iemmello 89’ (rig.) | Marcatori | 90+5’ Eusepi |

### Coppa Italia

#### Primo turno
| Arbitro: | Di Martino (Teramo) |

|                    |           |            |
| Floriano 24’, 102’ | Marcatori | 4’ Espeche |

#### Secondo turno
| Arbitro: | Baracani (Firenze) |

|             |           |                            |
| Defendi 78’ | Marcatori | 56’ Gigliotti 65’ Floriano |

#### Terzo turno
| Arbitro: | Pasqua (Nocera Inferiore) |

|                                        |           |              |
| Hallfreðsson 22’ Toni 61’ Janković 79’ | Marcatori | 18’ Loiacono |

### Coppa Italia Lega Pro

#### Sedicesimi di Finale
| Arbitro: | Strippoli (Bari) |

|                        |           |                  |
| A. Viola 13’, 63’, 77’ | Marcatori | 54’ (rig.) Celin |

#### Ottavi di Finale
| Arbitro: | Pillitteri (Palermo) |

|                             |           |               |
| Viola 18’, 36’ Lodesani 28’ | Marcatori | 5’, 56’ Cissé |

#### Quarti di Finale
| Arbitro: | Candeo (Este) |

|                                          |                      |                                             |
| Aveni 4’                                 | Marcatori            | 90’ Iemmello                                |
| Cristaldi Mauri Di Grazia Aloi Dyulgerov | Tiri di rigore 3 – 4 | Vacca Floriano Iemmello Sainz-Maza Lauriola |

#### Semifinale di Andata
| Arbitro: | Di Ruberto (Nocera Inferiore) |

|                                                            |           |                           |
| Fella 14’ De Feo 50’ Mastronunzio 63’ Cedric 69’ Yamga 73’ | Marcatori | 25’ Lauriola 91’ Floriano |

#### Semifinale di Ritorno
| Arbitro: | Amoroso (Paola) |

|                                                                       |           |                   |
| Iemmello 25’ (rig.) Chiricò 50’ Vacca 63’ Sarno 69’ Iemmello 82’, 94’ | Marcatori | 80’ (rig.) Burrai |

#### Finale di Andata
| Arbitro: | Perotti (Legnano) |

|                                  |           |             |
| Sarno 13’, 71’ Iemmello 21’, 24’ | Marcatori | 50’ Coralli |

#### Finale di Ritorno
| Arbitro: | Prontera (Bologna) |

|                                                     |           |                                                         |
| Coralli 21’, 34’ (rig.) Cappelletti 42’ Minesso 55’ | Marcatori | 19’ (rig.) 30’ (rig.) Iemmello 27’ Floriano 56’ Chiricò |

## Statistiche
Statistiche aggiornate al 12 giugno 2016.

### Statistiche di squadra
| Competizione          | Punti       | In casa | In casa | In casa | In casa | In casa | In casa | In trasferta | In trasferta | In trasferta | In trasferta | In trasferta | In trasferta | Totale | Totale | Totale | Totale | Totale | Totale | DR  |
| Competizione          | Punti       | G       | V       | N       | P       | Gf      | Gs      | G            | V            | N            | P            | Gf           | Gs           | G      | V      | N      | P      | Gf     | Gs     | DR  |
| --------------------- | ----------- | ------- | ------- | ------- | ------- | ------- | ------- | ------------ | ------------ | ------------ | ------------ | ------------ | ------------ | ------ | ------ | ------ | ------ | ------ | ------ | --- |
| Lega Pro              | 65          | 17      | 11      | 5       | 1       | 36      | 13      | 17           | 8            | 3            | 6            | 25           | 18           | 34     | 19     | 8      | 7      | 61     | 31     | +30 |
| Play-off Lega Pro     | -           | 3       | 2       | 1       | 0       | 5       | 2       | 2            | 1            | 0            | 1            | 5            | 6            | 5      | 3      | 1      | 1      | 10     | 8      | +2  |
| Coppa Italia          | terzo turno | 1       | 1       | 0       | 0       | 2       | 1       | 2            | 1            | 0            | 1            | 3            | 4            | 3      | 2      | 0      | 1      | 5      | 5      | 0   |
| Coppa Italia Lega Pro | vincitore   | 4       | 4       | 0       | 0       | 16      | 5       | 3            | 0            | 2            | 1            | 7            | 10           | 7      | 4      | 2      | 1      | 23     | 15     | +8  |
| Totale                | 65          | 25      | 18      | 6       | 1       | 59      | 21      | 24           | 10           | 5            | 9            | 40           | 38           | 49     | 28     | 11     | 10     | 99     | 59     | +40 |

### Andamento in campionato
| Giornata  | 1  | 2  | 3  | 4  | 5  | 6 | 7 | 8 | 9 | 10 | 11 | 12 | 13 | 14 | 15 | 16 | 17 | 18 | 19 | 20 | 21 | 22 | 23 | 24 | 25 | 26 | 27 | 28 | 29 | 30 | 31 | 32 | 33 | 34 |
| --------- | -- | -- | -- | -- | -- | - | - | - | - | -- | -- | -- | -- | -- | -- | -- | -- | -- | -- | -- | -- | -- | -- | -- | -- | -- | -- | -- | -- | -- | -- | -- | -- | -- |
| Luogo     | T  | C  | T  | C  | T  | C | T | C | C | T  | C  | T  | C  | T  | C  | T  | C  | C  | T  | C  | T  | C  | T  | C  | T  | T  | C  | T  | C  | T  | C  | T  | C  | T  |
| Risultato | P  | N  | P  | V  | N  | V | V | V | V | N  | P  | N  | V  | V  | V  | V  | N  | N  | V  | N  | V  | N  | P  | V  | P  | P  | V  | V  | V  | V  | V  | P  | V  | V  |
| Posizione | 12 | 12 | 17 | 12 | 12 | 9 | 6 | 4 | 2 | 3  | 3  | 4  | 2  | 2  | 2  | 2  | 2  | 2  | 2  | 2  | 1  | 2  | 3  | 3  | 4  | 5  | 4  | 3  | 3  | 2  | 2  | 3  | 2  | 2  |

Fonte:  Lega Pro Girone C 2015/2016, su calcio.com.
Legenda:

Luogo: C = Casa; T = Trasferta. Risultato: V = Vittoria; N = Pareggio; P = Sconfitta.

### Statistiche dei giocatori
Sono in corsivo i calciatori che hanno lasciato la società a stagione in corso.
| Giocatore      | Lega Pro | Lega Pro | Lega Pro    | Lega Pro   | Coppa Italia | Coppa Italia | Coppa Italia | Coppa Italia | Coppa Italia Lega Pro | Coppa Italia Lega Pro | Coppa Italia Lega Pro | Coppa Italia Lega Pro | Totale   | Totale | Totale      | Totale     |
| Giocatore      | Presenze | Reti     | Ammonizioni | Espulsioni | Presenze     | Reti         | Ammonizioni  | Espulsioni   | Presenze              | Reti                  | Ammonizioni           | Espulsioni            | Presenze | Reti   | Ammonizioni | Espulsioni |
| -------------- | -------- | -------- | ----------- | ---------- | ------------ | ------------ | ------------ | ------------ | --------------------- | --------------------- | --------------------- | --------------------- | -------- | ------ | ----------- | ---------- |
| E. Adamo       | -        | -        | -           | -          | -            | -            | -            | -            | 2                     | 0                     | 0                     | 0                     | 2        | 0      | 0           | 0          |
| C. Agnelli     | 30+5     | 6        | 7+2         | 1          | 2            | 0            | 1            | 0            | 2                     | 0                     | 1                     | 0                     | 39       | 6      | 11          | 1          |
| G. Agostinone  | 10       | 0        | 2           | 1          | 2            | 0            | 2            | 0            | 4                     | 0                     | 0                     | 0                     | 16       | 0      | 4           | 1          |
| Angelo         | 31+3     | 2        | 5           | 0          | 3            | 0            | 1            | 0            | 3                     | 0                     | 0                     | 0                     | 40       | 2      | 6           | 0          |
| P. Arcidiacono | 10       | 2        | 0           | 0          | -            | -            | -            | -            | 2                     | 0                     | 0                     | 0                     | 12       | 2      | 0           | 0          |
| A. Bencivenga  | 5        | 0        | 0           | 0          | 3            | 0            | 1            | 0            | 3                     | 0                     | 1                     | 0                     | 11       | 0      | 2           | 0          |
| M. Bollino     | 3        | 0        | 0           | 0          | -            | -            | -            | -            | 2                     | 0                     | 0                     | 0                     | 5        | 0      | 0           | 0          |
| A. Bruno       | -        | -        | -           | -          | -            | -            | -            | -            | -                     | -                     | -                     | -                     | -        | -      | -           | -          |
| C. Chiricò     | 16+5     | 3+1      | 1+1         | 0          | -            | -            | -            | -            | 4                     | 2                     | 1                     | 0                     | 25       | 6      | 3           | 0          |
| T. Coletti     | 29+5     | 0        | 7+1         | 0          | 3            | 0            | 0            | 0            | 4                     | 0                     | 2                     | 1                     | 41       | 0      | 10          | 1          |
| A. D'Allocco   | -        | -        | -           | -          | -            | -            | -            | -            | 1                     | 0                     | 0                     | 0                     | 1        | 0      | 0           | 0          |
| A. De Gennaro  | -        | -        | -           | -          | -            | -            | -            | -            | -                     | -                     | -                     | -                     | -        | -      | -           | -          |
| R. De Giosa    | 8+4      | 0        | 1           | 0          | 1            | 0            | 0            | 0            | 2                     | 0                     | 0                     | 0                     | 15       | 0      | 1           | 0          |
| G. Di Chiara   | 27+5     | 0        | 4+2         | 2          | 2            | 0            | 0            | 0            | 4                     | 0                     | 0                     | 0                     | 38       | 0      | 6           | 2          |
| R. Floriano    | 22+2     | 3        | 1           | 1          | 2            | 3            | 0            | 0            | 5                     | 2                     | 0                     | 0                     | 31       | 8      | 1           | 1          |
| A. Gerbo       | 32+5     | 2        | 8+1         | 0          | 3            | 0            | 1            | 0            | 5                     | 0                     | 0                     | 0                     | 45       | 2      | 10          | 0          |
| G. Gigliotti   | 32       | 1        | 9           | 0          | 2            | 1            | 2            | 1            | 4                     | 0                     | 1                     | 0                     | 38       | 2      | 12          | 1          |
| P. Iemmello    | 32+5     | 24+5     | 6+1         | 0          | -            | -            | -            | -            | 5                     | 8                     | 1                     | 0                     | 42       | 37     | 8           | 0          |
| M. Lanzaro     | 5        | 0        | 1           | 0          | -            | -            | -            | -            | 1                     | 0                     | 1                     | 0                     | 6        | 0      | 2           | 0          |
| A. Lauriola    | 1        | 0        | 0           | 0          | -            | -            | -            | -            | 2                     | 1                     | 0                     | 0                     | 3        | 1      | 0           | 0          |
| D. Lodesani    | 2        | 0        | 0           | 0          | 1            | 0            | 0            | 0            | 4                     | 1                     | 0                     | 0                     | 7        | 1      | 0           | 0          |
| G. Loiacono    | 33+4     | 0        | 2+2         | 0          | 1            | 1            | 0            | 0            | 6                     | 0                     | 2                     | 0                     | 44       | 1      | 6           | 0          |
| G. Micale      | 9+1      | -13+-1   | 0           | 0          | -            | -            | -            | -            | 5                     | -13                   | 1                     | 0                     | 15       | -27    | 1           | 0          |
| A. Narciso     | 27+4     | -18+-7   | 2+2         | 1          | 3            | -5           | 0            | 0            | 2                     | -2                    | 0                     | 1                     | 36       | -32    | 4           | 2          |
| M. Quinto      | 5+2      | 0        | 1           | 0          | 3            | 0            | 0            | 0            | 4                     | 0                     | 1                     | 0                     | 14       | 0      | 2           | 0          |
| M. Riverola    | 22+5     | 1+1      | 3+1         | 0          | 3            | 0            | 1            | 0            | 6                     | 0                     | 3                     | 1                     | 36       | 2      | 8           | 1          |
| M. Sainz-Maza  | 22+5     | 4        | 2           | 0          | 3            | 0            | 1            | 0            | 4                     | 0                     | 0                     | 0                     | 34       | 4      | 3           | 0          |
| M. Sansone     | -        | -        | -           | -          | -            | -            | -            | -            | 1                     | 0                     | 1                     | 0                     | 1        | 0      | 1           | 0          |
| V. Sarno       | 33+5     | 10+3     | 1           | 0          | 3            | 0            | 0            | 0            | 2                     | 3                     | 0                     | 0                     | 43       | 16     | 1           | 0          |
| G. Sicurella   | 2        | 0        | 0           | 0          | 1            | 0            | 0            | 0            | 2                     | 0                     | 1                     | 0                     | 5        | 0      | 1           | 0          |
| S. Tarolli     | -        | -        | -           | -          | -            | -            | -            | -            | -                     | -                     | -                     | -                     | -        | -      | -           | -          |
| A. Vacca       | 15+5     | 2        | 9+2         | 0          | -            | -            | -            | -            | 5                     | 1                     | 2                     | 0                     | 25       | 3      | 13          | 0          |
| A. Viola       | 12       | 0        | 3           | 0          | 1            | 0            | 1            | 0            | 2                     | 5                     | 1                     | 0                     | 15       | 5      | 5           | 0          |

## Giovanili

### Organigramma
Di seguito sono riportati i membri dello staff del Foggia Calcio.
- Responsabile Settore Giovanile: Giuseppe Tiso
- Responsabile Tecnico: Sergio Di Corcia
- Allenatore Berretti: Sergio Di Corcia
- Allenatore Allievi Nazionali: Costanzo Palmieri
- Allenatore Giovanissimi Nazionali: Luigi Agnelli

### Piazzamenti
- Berretti:
- Allievi nazionali:
- Giovanissimi nazionali: